# Cristina Annino
Cristina Annino, all'anagrafe Cristina Fratini (Arezzo, 11 dicembre 1941 – Roma, 28 gennaio 2022), è stata una scrittrice, poetessa e pittrice italiana.

## Biografia
Studiò Lettere Moderne a Firenze e si laureò con una tesi sulle prose di César Vallejo.
Dopo la laurea, sempre a Firenze frequentò il Caffè Paszkowski, ed entrò in contatto con il Gruppo '70, fondato nel 1963 da Eugenio Miccini e Lamberto Pignotti, e partecipò agli incontri della neoavanguardia svoltisi al Caffè San Marco senza, peraltro, lasciarsi troppo coinvolgere dalla poetica del gruppo.
Nel 1969, con le edizioni Téchne di Firenze, pubblicò Non me lo dire, non posso crederci. Nel 1977 fu la volta di Ritratto di un amico paziente presso l’editore Gabrieli di Roma. Nel 1979 per Forum/Quinta generazione uscì il suo primo romanzo Boiter. Nel 1980 vinse la prima edizione del premio della casa editrice Bastogi che pubblicò Il cane dei miracoli. Nel 1984 Walter Siti la inserì nell’antologia Nuovi poeti italiani, n.3 (Einaudi 1984). Nel 1987 pubblicò per Corpo 10 di Michelangelo Coviello Madrid, volume con cui vinse, ex aequo, nel 1988 il Premio Pozzale Luigi Russo..
Nel 1989 si trasferì a Roma e iniziò a dipingere: tenne mostre collettive e personali in Italia e all’estero. Nel 2002 uscì Gemello carnivoro (Quaderni del circolo degli artisti, Faenza). La collaborazione con poesie al lavoro pittorico di Ronaldo Fiesoli produsse, sempre nel 2002, Macrolotto, libro d’arte edito dalle Edizioni Canopo di Prato. Successivamente pubblicò Casa d’aquila (Levante, Bari 2008) e Magnificat (Puntoacapo, Novi Ligure 2010), un libro antologico che raccoglieva testi dal 1969 al 2009 e che ottenne il Premio di poesia Lorenzo Montano.
Nel 2012 venne dato alle stampe Chanson turca (LietoColle, Faloppio). Nel 2013 sue poesie furono inserite nel primo numero dell’almanacco di poesia internazionale “Quadernario. Ventisette poeti d’oggi” edito da LietoColle e diretto da Maurizio Cucchi. Per l’editore ‘Stampa 2009’ uscì, nel 2013, la ristampa di Madrid. Suoi testi sono stati tradotti e pubblicati in InVerse 2006. Italian Poets in Traslation (John Cabot University Press, Roma 2007) e in «Italian Poetry Review» (Società Editrice Fiorentina e Columbia University, 2011). Tra il 2015 e il 2018 visse e lavorò a Milano. Del 2016 è la raccolta Anatomie in fuga (Donzelli Edizioni, Roma). Nel 2017 uscì il romanzo Connivenza amorosa (Greco & Greco, Milano). Nel 2019 scrisse la raccolta poetica Le perle di Loch Ness (Arcipelago Itaca, Òsimo). Il suo ultimo libro di poesie Avatar, da lei rivisto e corretto,  è uscito postumo (Avagliano, Roma) nel 2022. Nel 2023 Antonio Bux ha curato per la casa editrice Graphe.it (Perugia) la pubblicazione della seconda edizione de L'udito cronico nella collana Le Mancuspie (il libro era apparso in Nuovi poeti italiani, n.3, a cura di Walter Siti, Einaudi, Torino 1984 - ma non era mai stato pubblicato come volume a sé stante).

## Opere

### Poesia
- Non me lo dire non posso crederci, introduzione di Eugenio Miccini, Tèchne, Firenze 1969
- Ritratto di un amico paziente, Gabrieli, Roma 1977
- Il Cane dei miracoli, Bastogi, Foggia 1980
- L'udito cronico, in Nuovi poeti italiani, n.3, a cura di Walter Siti, Einaudi, Torino 1984; seconda edizione a cura di Antonio Bux, Graphe.it (Perugia) 2023.
- Madrid, Corpo 10, Milano 1987; seconda ed., introduzione di Maurizio Cucchi, Stampa 2009, Azzate (Varese) 2013
- Gemello Carnivoro, Quaderni del circolo degli artisti, Faenza 2002
- Casa d'Aquila, Levante, Bari 2008
- Magnificat (Poesie 1969-2009), a cura di Luca Benassi, con una nota di Stefano Guglielmin, Puntoacapo, Novi Ligure 2010
- Chanson turca, Lietocolle, Faloppio 2012
- Poco prima di notte, con un dipinto dell'Autrice, introduzione di Maurizio Cucchi, L'Arca Felice, Salerno 2013
- Céline, prefazione di Mary Barbara Tolusso, Edb Edizioni, Milano, 2014
- Anatomie in fuga, introduzione di Maurizio Cucchi, Donzelli Edizioni, Roma, 2016
- Le perle di Loch Ness, Arcipelago Itaca, Òsimo, 2019
- Santa Sauna, plaquette da una poesia, con una foto di Teresa Mancini e un aforisma critico di Ugo Magnanti, FusibiliaLibri, Anzio, 2021
- Avatar, con una nota di Daniela Marcheschi, Avagliano editore, Roma, 2022.
- Ciò che l'Isola dice. Capriccio sul mal di Sardegna (con Ugo Magnanti) melologo, musica di Fausto Ciotti, cd allegato, FusibiliaLibri, Anzio, 2022

### Scritti in antologie
- Franco Loi - Davide Rondoni (a cura di), Il pensiero dominante. Poesia italiana 1970-2000 (Garzanti, Milano 2001).
- Sebastiano Aglieco - Luigi Cannillo - Nino Iacovella (a cura di), Passione poesia, letture di poesia contemporanea 1990-2015, collana Epos, n°35. Edizioni CFR/Gianmario Lucini, Milano 2016
- Daniela Marcheschi (a cura di), Antologia di poeti contemporanei. Tradizioni e innovazione in Italia, Mursia, Milano, 2016.

### Traduzioni in altre lingue
- InVerse 2006. Italian Poets in Traslation, John Cabot University Press, Roma 2007
- «Italian Poetry Review» ,Società Editrice Fiorentina e Columbia University, 2011.
- Chronic hearing: Selected Poems 1977-2012, Translated by Adria Bernardi. Chelsea Editions, New York, 2014

### Narrativa
- Boiter: l'affarista della sua pace , prefazione di Giorgio Bàrberi Squarotti, Forum/Quinta Generazione, Forlì 1979.
- Connivenza amorosa , Greco&Greco, Specchio oscuro 50, Milano, 2017

### Mostre
- Biennale del 18 x 24, Galleria Doha in Qatar (2003)
- Si può fare insieme, Spazio Progetto Arte, 2008, Roma
- Personale alla Biblioteca Pier Paolo Pasolini, 2008, Roma
- Da Roma all'antica Bisanzio, 2009, Istanbul, Turchia
- Potere, inconscio e creatività. Lo stato delle cose, Cascina Farsetti – Villa Doria Phamphili, 2010, Roma
- Cristina Annino ovvero della leggerezza (a cura di T. Todi), Galleria Vittoria, 2011 Roma